# Wetterspitzen
Wetterspitzen är ett berg i Österrike, på gränsen till Tyskland.   Det ligger i distriktet Reutte och förbundslandet Tyrolen, i den västra delen av landet, 400 km väster om huvudstaden Wien. Toppen på Wetterspitzen är 2 750 meter över havet, eller 70 meter över den omgivande terrängen. Bredden vid basen är 0,20 km.
Terrängen runt Wetterspitzen är huvudsakligen bergig. Närmaste större samhälle är Telfs, 12,7 km sydost om Wetterspitzen. 
Trakten runt Wetterspitzen består i huvudsak av gräsmarker. Runt Wetterspitzen är det ganska tätbefolkat, med 80 invånare per kvadratkilometer.